# Leistadt
Leistadt ist der am höchsten gelegene Ortsteil der Kreisstadt Bad Dürkheim im östlichen Rheinland-Pfalz. Besonderheiten des Ortes sind seine Lage am Abhang des Pfälzerwalds zur Rheinebene und das Naturschutzgebiet Felsenberg-Berntal mit der markanten Bruchlinie des Rheingrabens.

## Geographie

### Lage
Der Ort liegt vier Kilometer nördlich von Bad Dürkheim auf einer geschützten Anhöhe am Rand der Haardt, die den Ostrand des Pfälzerwalds bildet. Dessen Leininger Sporn zieht sich nordwestlich des Ortes noch einige Kilometer nach Norden weiter. Die Gesteine dieser Formationen bestehen großteils aus Buntsandstein, der vor 250 Mio. Jahren aus verwehtem Wüstensand entstanden ist. Abgelegen vom restlichen Siedlungskern befindet sich weiter südwestlich die Siedlung Lochacker.
Bei einer mittleren Höhe von 220 m ü. NHN liegt Leistadt etwa 100 m höher als Bad Dürkheim und andere Nachbargemeinden.

### Naturschutzgebiete
Große Teile der Gemarkung Leistadt wurden zum Naturschutzgebiet erklärt. Diese Gebiete sind Teil einer Reihe von Schutzgebieten, die entlang der Haardt ausgewiesen wurden. Das Naturschutzgebiet Felsenberg-Berntal, das teilweise auf dem Gebiet der Gemarkung Leistadt liegt, ist das älteste von ihnen.
Die Schutzgebiete sind aus ehemals intensiv genutzten landwirtschaftlichen Flächen hervorgegangen. Im Rahmen der Mechanisierung des Weinbaus verödeten die heute als Schutzgebiete ausgewiesenen Flächen zusehends, da sich die Handarbeit auf den Hangstücken nicht mehr lohnte.

### Hydrologie
Eine Besonderheit, die sich aus der Lage in unmittelbarer Nähe der Verbandsgemeinde Freinsheim ergibt, ist die Abwasserentsorgung. Anfang der 1980er Jahre wurde die kleine zweistufige Kläranlage durch eine Pumpstation ersetzt, die sämtliche Abwässer der Gemeinde auf den Höbel pumpt, wonach sie entlang der Landesstraße 517 nach Bad Dürkheim in die zentrale Kläranlage im Bruch fließen. Hierbei müssen die Pumpen einen Höhenunterschied von etwa 40 m überwinden. Durch diesen Eingriff wurden alle Täler Leistadts zu künstlichen Trockentälern, da das Trinkwasser im Winterstal gewonnen wird und somit gar nicht als Oberflächenwasser zutage tritt. Das Wasser des Sandbachs reicht nicht aus, um den Graben im Berntal zu füllen, und versickert. Schon etwa 50 Jahre früher wurde das Wasser in Leistadt in die umgekehrte Richtung gepumpt, zur Wassergewinnung diente damals das Gebiet südlich des Annaberges. Das Talhaus dieser Wasserversorgung speist heute einen Brunnen über historische Wasserleitungen einer ehemaligen Römischen Villa in der Nähe. Der Hochbehälter steht noch immer auf dem Eichelberg, lässt sich allerdings nicht mehr für die Wasserversorgung nutzen, da einige Häuser höher liegen. Die Wasserleitung selbst verbindet die Wasserversorgung von Leistadt mit dem Wasserwerk Annaberg.

## Geschichte
Urkundlich zum ersten Mal erwähnt wird Leistadt im Jahr 1209, seine Ursprünge reichen aber vermutlich bis in das 6. Jahrhundert zurück. Im Mittelalter zählte es zu den Reichsdörfern.
Als das Dorf im Jahr 1689 während des Pfälzischen Erbfolgekrieges durch französische Truppen völlig zerstört wurde, ging die ursprüngliche Struktur eines Haufendorfs verloren, und Leistadt entwickelte sich zu einem Straßendorf. Von 1798 bis 1814, als die Pfalz Teil der Französischen Republik (bis 1804) und anschließend Teil des Napoleonischen Kaiserreichs war, war Hartenburg – so die damalige Schreibweise – in den Kanton Dürkheim eingegliedert und besaß eine eigene Mairie. 1815 gehörte der Ort zunächst zu Österreich. Ein Jahr später wechselte er in das Königreich Bayern. Von 1818 bis 1862 war „Hartenburg“ Bestandteil des Landkommissariat Neustadt, das anschließend in ein Bezirksamt umgewandelt wurde.
1902 wechselte der Ort zum Bezirksamt Dürkheim, ehe dieses 1931 wieder in sein Neustadter Pendant eingegliedert wurde. 1939 wurde Hardenburg dem Landkreis Neustadt zugeschlagen. Ab 1939 war der Ort Bestandteil des Landkreises Neustadt. Nach dem Zweiten Weltkrieg wurde Hardenburg innerhalb der französischen Besatzungszone Teil des damals neu gebildeten Landes Rheinland-Pfalz. Im Zuge der ersten rheinland-pfälzischen Verwaltungsreform verlor Leistadt seinen Status als eigenständige Ortsgemeinde. Ursprünglich sollte der Ort der Verbandsgemeinde Freinsheim zugeordnet werden, weil wesentliche historische Gemarkungsteile im Rahmen einer Ganerbschaft zu Freinsheim gehört hatten und Leistadt deswegen wie ein Keil in die Verbandsgemeinde hineinragt. Doch nach einem Volksentscheid wurde Leistadt am 7. Juli 1969 ein Stadtteil von Bad Dürkheim.
Der vorherrschende Baustil vor Ort ist die sogenannte Haus-Hof-Bebauung, bei der das Haus eines Grundstücks auf der Grenze zum Nachbarn steht und der eigene Hof den Abstand zum anderen Nachbarn einhält. Anfang der 1990er Jahre wurde erstmals in Rheinland-Pfalz seit dem Zweiten Weltkrieg eine solche Bebauung für das Neubaugebiet in der Jan-Daniel-Georgens-Straße und danach auch im Stephansstück verbindlich vorgeschrieben.

## Religion
Leistadt war einst Sitz einer katholischen Pfarrei, die ebenso für das benachbarte Herxheim am Berg zuständig war. 1551 folgte die Verlegung des Sitzes in letzteres.

## Politik

### Ortsbeirat
Der Stadtteil Leistadt umfasst einen von fünf Ortsbezirken der Stadt Bad Dürkheim und wird politisch von einem Ortsbeirat und einem Ortsvorsteher vertreten.
Der Ortsbeirat hat sieben Mitglieder. Bei der Kommunalwahl am 9. Juni 2024 wurden die Beiratsmitglieder in einer personalisierten Verhältniswahl gewählt. Die Sitzverteilung im gewählten Ortsbeirat:
| Wahl | SPD | CDU | LL-FWG | Gesamt  |
| ---- | --- | --- | ------ | ------- |
| 2024 | 2   | 3   | 2      | 7 Sitze |
| 2019 | 2   | 2   | 3      | 7 Sitze |
| 2014 | 3   | 3   | 1      | 7 Sitze |

- LL-FWG = Leistädter Liste – Freie Wählergemeinschaft Bad Dürkheim e. V.

### Ortsvorsteher
Torsten Trautwein (CDU) wurde am 3. Juli 2024 Ortsvorsteher von Leistadt. Bei der Stichwahl am 23. Juni 2024 hatte er sich mit 55,59 % gegen den bisherigen Amtsinhaber durchgesetzt, nachdem bei der  Direktwahl am 9. Juni keiner der ursprünglich drei Bewerber die notwendige Mehrheit erzielt hatte.
Trautweins Vorgänger Axel Günther (LL-FWG) hatte sich bei der Stichwahl am 16. Juni 2019 mit einem Stimmenanteil von 58,25 % gegen den bisherigen Amtsinhaber Karl-Heinz Neu (SPD) durchgesetzt, nachdem bei der Kommunalwahl am 26. Mai 2019 keiner der ursprünglich drei Bewerber eine ausreichende Mehrheit erreicht hatte.

### Wappen
Das Wappen, das sich unter anderem auch am historischen Rathaus findet, stellt drei Lilien auf drei Bergen dar, die von zwei Sternen eingerahmt werden.

## Kultur

### Kulturdenkmäler

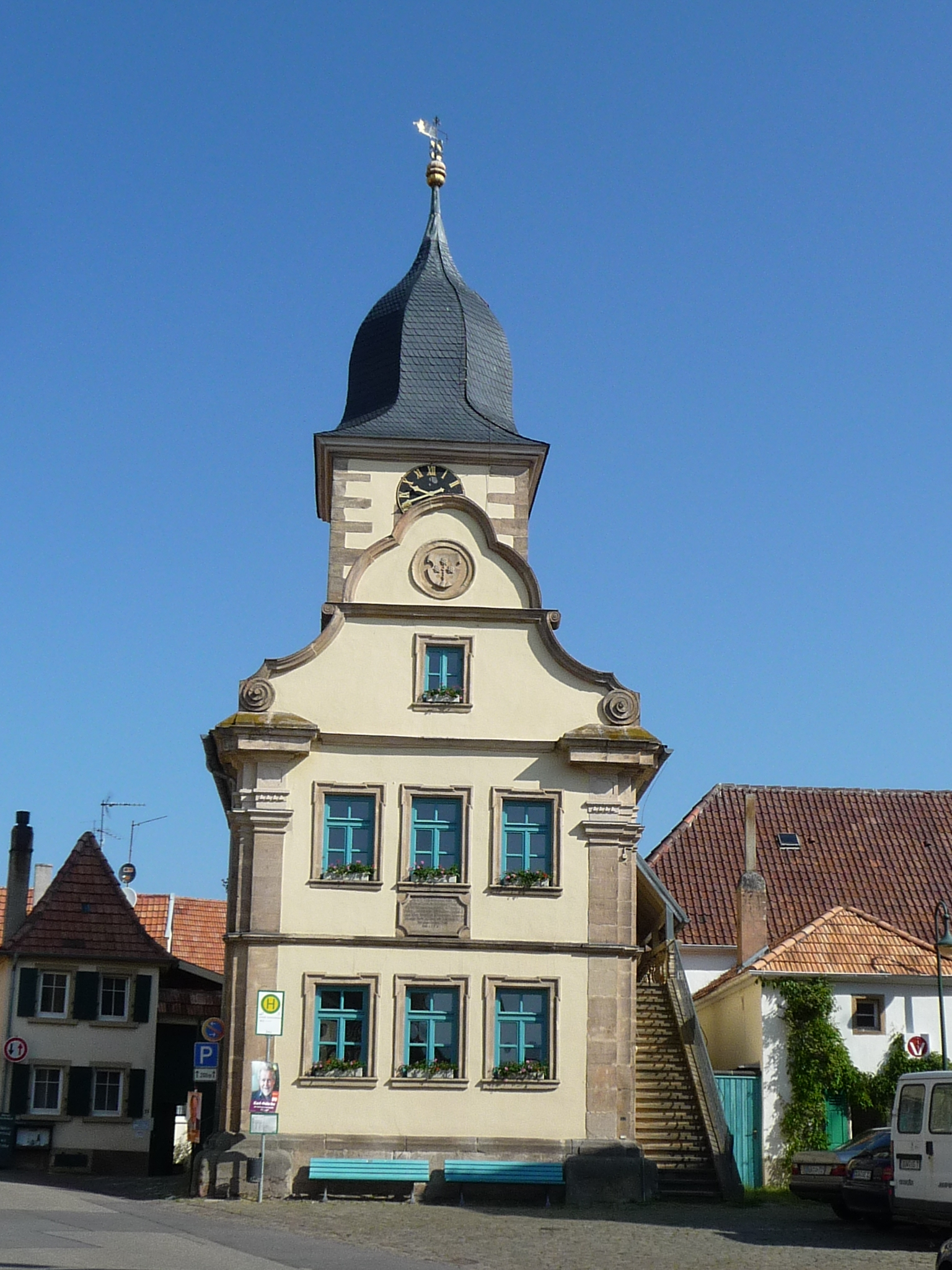
Altes Rathaus

Das Wahrzeichen des Dorfes ist das Rathaus aus dem Jahr 1750. Sehenswert ist dessen frei zugängliche Außentreppe, deren Stufen auf eine überdachte Plattform mit einer Balustrade aus gelbem Sandstein führen. In seinem Turm trägt das Rathaus die zwei Glocken der evangelischen Kirche. Die dritte Glocke ist die sogenannte politische Glocke und wird noch heute für das Totengeläut genutzt.
Die einzige Glocke der evangelischen Leodegarkirche wird nicht dazu benutzt, zum Gottesdienst zu rufen, sondern läutet nur während des Vaterunsers. Die katholische Kirche St. Michael liegt in herausragender Position am südlichen Ortsrand.
Ebenfalls denkmalgeschützt ist die Laurahütte im Pfälzerwald.

### Regelmäßige Veranstaltungen
Anfang Juli findet jeweils die Leistadter Kerwe statt.

### Vereine
Leistadt hat ein reges Vereinsleben mit Fußballclub 1933, Turnverein 1921, Kerweverein, Musikverein, Vereinigter Sängerbund (VSB), Protestantischer Kirchenbauverein, Bauern- und Winzerschaft, Obst- und Gartenbauverein sowie Werbe- und Verkehrsverein.

## Wirtschaft und Infrastruktur

### Wirtschaft
Die Gemeinde ist stark von Weinbau und Tourismus geprägt. Die Weinlagen gehören im Weinanbaugebiet Pfalz zum Bereich Mittelhaardt/Deutsche Weinstraße und sind im Norden das Leistadter Kirchenstück (23,9 ha) und das Leistadter Herzfeld (14,2 ha), im Osten der Leistadter Kalkofen (47,7 ha) und Süden und Westen der Leistädter Herrenmorgen (139,1 ha). Letztere Lage gehört zur  Großlage Feuerberg. Die Anderen gehören zur Großlage Kobnert. Zahlreiche Bürger vor allem aus Ludwigshafen und Frankenthal haben in den Siedlungen Lochacker, Rotsteig und Sandbach ihren Zweitwohnsitz, so dass die Bevölkerungszahl in Ferienzeiten und an Wochenenden um mehrere Hundert wachsen kann. Darüber hinaus aus ist Leistadt Standort eines Steinbruches, aus dem der Leistadter Sandstein gewonnen wird.

### Verkehr

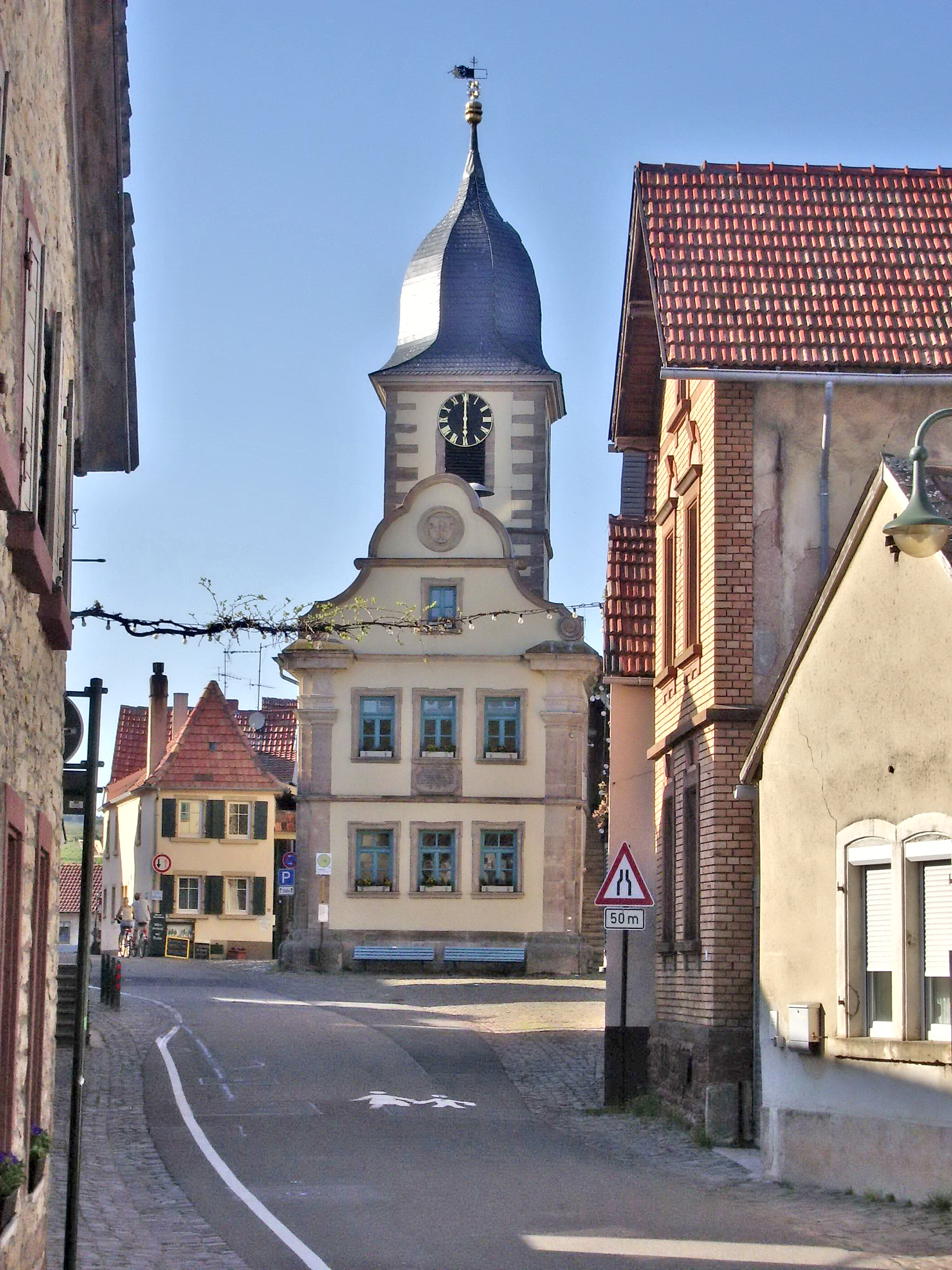
Landesstraße 517 innerhalb von Leistadt

Mitten durch Leistadt verläuft die Landesstraße 517. Die Kreisstraße 31 führt von Altleiningen nach Leistadt. Ursprünglich handelte es sich dabei um Landesstraße 518 eine solche vom Kernort nach Höningen; ehe diese 2011 zur Kreisstraße heruntergestuft wurde. Die Kreisstraße 4 stellt eine verbindung nach Kallstadt her.
Die nächsten Bahnhöfe befinden sich in Bad Dürkheim und Freinsheim. Es gibt zwei Bus-Haltestellen mit Anbindung zur Bad Dürkheimer Kernstadt und nach Grünstadt.

### Bildung
Leistadt besaß bis 1968 eine kleine Dorfschule mit Räumen in der Waldstraße und im Rathaus. Bei der Vorbereitung der Gebietsreform (1969) wurde die Grund- und Hauptschule in die neu errichtete Gemeinschaftsschule nach Weisenheim am Berg verlegt. Acht Jahre später, 1976, öffnete der Kindergarten. Ebenfalls 1976 wurden die Leistadter Grundschüler erstmals in die Grundschule Trift heute – mittlerweile in Salierschule umbenannt – eingeschult, die zuständige Hauptschule war fortan die Valentin-Ostertag-Schule in Bad Dürkheim.

### Tourismus

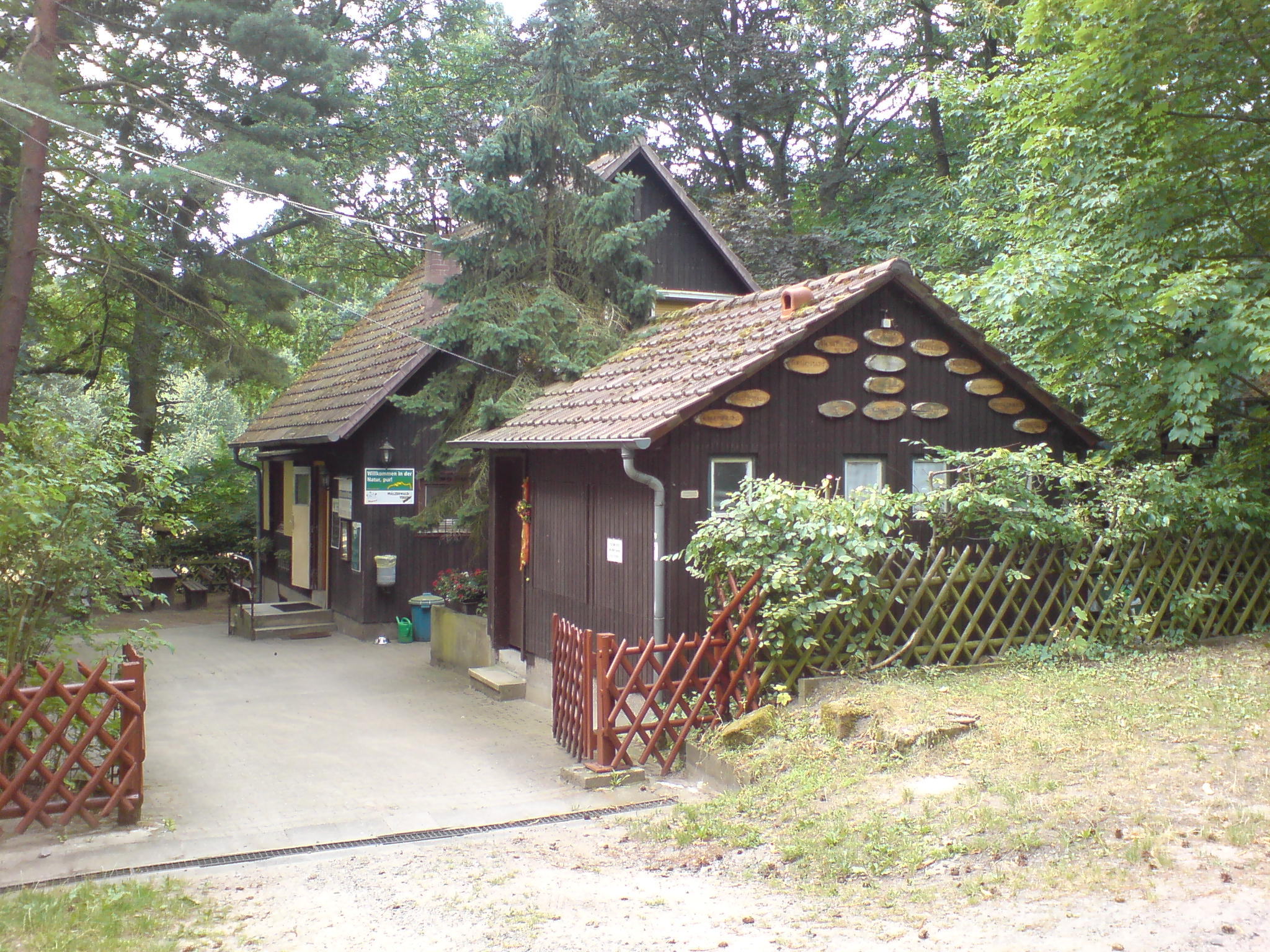
Hütte in der Weilach

Die Panoramaroute des Radweg Deutsche Weinstraße führt durch den Ort. Zwei gut ausgeschilderte Rundwanderwege haben ihre Ausgangspunkt in Leistadt. Rund um Leistadt führt durch Berntal, Wingert und Wald und der Historische Rundwanderweg führt zu zehn ausgewählten Punkten in den Pfälzerwald; die Wanderungsdauer beider Routen beträgt jeweils etwa zwei Stunden. Im Westen der Gemarkung befindet sich seit 1964 die vom Pfälzerwald-Verein betriebene Hütte in der Weilach.

## Persönlichkeiten

### Söhne und Töchter des Ortes
- Jan-Daniel Georgens (1823–1886), Pädagoge und Arzt
- Kurt Dehn (1920–2000), Pfälzer Musiker und Mundartdichter
- Otto Gödel (1922–2002), Schuhmacher, Winzer und Heimatforscher

### Personen, die vor Ort gewirkt haben
- Hans Drumm (1902–1974), von 1949 bis 1968 Schullehrer, Heimatforscher, Organist und Dirigent in der Gemeinde
- Lothar Zirngiebl (1902–1973), Schulleiter und Entomologe
- Karl Kleemann (1904–1969),  Politiker (NSDAP), gründete Anfang der 1930er Jahre in Leistadt eine Ortsgruppe seiner Partei
- Theo Carlen (1928–1984), von 1957 bis 1963 geschäftsführender Beamter der Gemeinde
- Wolf Heinecke (1929–2022), Maler und Grafiker